# Stevan Koprivica
Stevan Koprivica (Kotor, 29. novembar 1959) srpski i crnogorski je dramski pisac, dramaturg, scenarista i univerzitetski profesor.

## Biografija
Rođen 29. novembra 1959. godine u Kotoru, odrastao je i školovao se u Herceg Novom. Završio je dramaturgiju na Fakultetu dramskih umetnosti u Beogradu u klasi profesora Ratka Đurovića. Živi i radi u Beogradu i Herceg Novom.
Napisao je preko trideset izvedenih pozorišnih komada, a scenarista je i više filmova i TV serija.
Jedan je od osnivača Festivala pozorišta za djecu u Kotoru. Bio je dugogodišnji upravnik Malog pozorišta „Duško Radović“, a sada je predsednik Upravnog odbora pozorišta „Boško Buha“.
On je redovni profesor dramaturgije na Fakultetu dramskih umetnosti Univerziteta umetnosti u Beogradu i Fakultetu dramskih umjetnosti na Cetinju.
Sa suprugom Ljubicom ima kćerku Stanislavu Koprivicu, koja je pozorišni reditelj.

## Nagrade
- Sterijina nagrada za dramatizaciju Bašta sljezove boje[7]
- Sterijina nagrada za dramski tekst Bokeški D-mol[7]
- Nagrada za najbolju komediju Mi čekamo bebu na Festivalu Dani komedije u Jagodini[7]
- Nagrada Festivala pozorišta za decu u Kotoru za komad Novela od ljubavi[7]
- Nagrada „Zmajevih dečjih igara“ za predstavu Moj prvi razred[7]
- Nagrada Udruženja dramskih pisaca Srbije za dramu Dobro jutro admirale[7]
- Nagrada za tekst Bokeški D-mol na Festivalu mediteranskog teatra „Purgatorije“ 2006. godine[7]
- Nagrada za najbolju predstavu Providenca na Festivalu mediteranskog teatra „Purgatorije“ 2014. godine[7]

## Dela

### Teatrografija
- Dugo putovanje u Jevropu (Beogradsko dramsko pozorište (BDP), režija: E. Savin)[8]
- Jugo nokturno (BDP)[8]
- Tri čekića, o srpu da i ne govorimo (Srpsko narodno pozorište)[8]
- Oružje zbogom (BDP, režija: N. Janjetović)[8]
- U pola cene[8] (BDP, režija: S. Koprivica)
- M(j)ešoviti brak (Atelje 212, režija: M. Karadžić)[8]
- Ratna kuhinja (Atelje 212, režija: M. Karadžić)[8]
- Anđela (Zvezdara teatar, režija: M. Karadžić)
- Navala (Zvezdara teatar, režija: E. Savin)[8]
- Tre sorelle (Zvezdara teatar, režija: M. Karadžić)[8]
- Talični Tom i Daltoni (Malo pozorište „Duško Radović”, režija: M. Karadžić)[8]
- Viđenje Isusa Krista u kasarni VP 2507 (Pozorište Boško Buha)[8]
- Mi čekamo bebu (Malo pozorište „Duško Radović”, režija: M. Karadžić)
- Bajkovizija (Malo pozorište „Duško Radović”, u sopstvenoj režiji)[8]
- Deveta defanziva (Kruševačko pozorište)[8]
- Oružje zbogom (Beogradsko dramsko pozorište)[8]
- Zbogom oružje (Narodno pozorište Timočke krajine - Centar za kulturu Zoran Radmilović)[8]
- Novogodišnja avantura Taličnog Toma (Malo pozorište „Duško Radović”)[8]
- Bašta sljezove boje - dramatizacija (Malo pozorište „Duško Radović”, režija: M. Karadžić)[8]
- Mali Radojica i Kraljević Marko (Pozorište Boško Buha, režija: M. Karadžić)[8]
- Kad porasteš bićeš ja (Pozorište Boško Buha)[8]
- Deda Mrazov bajkodrom (Pozorište Boško Buha)[8]
- Tajna plave ptice (Pozorište Slavija)[8]
- Anđela (Zvezdara tatar)[8]
- Legenda o postanku (Budva Grad teatar)[8]
- Žaklina Bandeka (Kult teatar)[8]
- Divan dan (FaVi)[8]
- Plastika (Teatar Vuk)[8]
- Sa druge strane jastuka (Pozorište na Terazijama)[8]
- Tri musketara (Pozorište Boško Buha, režija: M. Karadžić)[8]
- Lepotica i zver (Pozorište Boško Buha, režija: M. Karadžić)[8]
- Pomjeranje tla (Crnogorsko narodno pozorište, režija: E. Savin)[9]
- Novela od ljubavi (Gradsko pozorište u Podgorici,[10] režija: M. Karadžić)
- Zauvijek tvoj (Gradsko pozorište u Podgorici], režija: M. Karadžić)[9]
- Bokeški D-moll (Centar za kulturu Tivat,[10] režija: M. Karadžić)
- Innominato (Centar za kulturu Tivat, režija: M. Karadžić)[11]
- Betula u malu valu (Centar za kulturu Tivat, režija: M. Karadžić)[12]
- Boka Hotel (Centar za kulturu Tivat, režija: Đ. Tešić)[13]
- Providenca (Centar za kulturu Tivat, režija: E. Savin)[14]
- Čarobnjak (Kraljevsko pozorište ''Zetski dom'' Cetinje[15], režija: M. Karadžić)
- Noć četiri mjeseca (Hercegnovsko pozorište, režija: S. Koprivica)
- Škola (režija: Darijan Mihajlović)
- Zelena čoja Montenegra (Beogradsko dramsko pozorište, Gradsko pozorište Podgorica, Grad teatar u Budvi; režija: Nikita Milivojević)[16]

### TV serije
- Kontraš (1996)
- Kod lude ptice (1998)
- M(j)ešoviti brak (2003-2007)
- Premijer (2007)
- To toplo ljeto (2008)
- Budva na pjenu od mora (2012-2013)
- Senke nad Balkanom (2016-2020)

### Filmski scenariji i TV drame
- Zelena Čoja Montenegra
- Balkanska braća (2005)
- Neka čudna zemlja
- Biće bolje (1994)
- Rat uživo (2000)
- Krojači džinsa (1982)
- Promeni me (2007)
- Čarlston za Ognjenku (2008)

## Spoljašnje veze
- Stevan Koprivica на веб-сајту  (језик: енглески)
- Koprivica - Fakultet dramskih umetnosti u Beogradu